# Eugène Leffet
Eugène Leffet est un homme politique français né le 21 mai 1838 à Saumur (Maine-et-Loire) et décédé le 20 avril 1909 à Rivarennes (Indre-et-Loire).

## Biographie
Officier de marine pendant 16 ans, il quitte l'armée avec le grade de lieutenant de vaisseau. Président du conseil d'arrondissement de Chinon, il est député d'Indre-et-Loire de 1893 à 1909, inscrit au groupe républicain radical, puis au groupe radical-socialiste. Il s'occupe essentiellement de questions de marine.

## Sources
- « Eugène Leffet », dans le Dictionnaire des parlementaires français (1889-1940), sous la direction de Jean Jolly, PUF, 1960 [détail de l’édition]